# Mistrzostwa Norwegii w Skokach Narciarskich 2018
Mistrzostwa Norwegii w Skokach Narciarskich 2018 – zawody o mistrzostwo Norwegii rozegrane zostały 28 lutego 2018 roku na skoczni dużej w Oslo. Pierwotnie zawody zaplanowane były na 31 stycznia, lecz z powodu zbyt silnego wiatru i intensywnych opadów śniegu organizatorzy zmuszeni byli te zawody przenieść.
Na skoczni dużej mistrzostwo wywalczył Robert Johansson, którego skoki na kolejno 137 i 135 metr pozwoliły wyprzedzić o ponad dwadzieścia punktów znajdującego się na pozycji drugiej Johanna André Forfanga. Podium uzupełnił będący trzeci Marius Lindvik. Obrońca tytułu sprzed roku Daniel-André Tande uplasował się na miejscu szóstym. Do zawodów było zgłoszonych sześćdziesięciu pięciu zawodników, lecz jeden z nich nie pojawił się na starcie.

## Wyniki

### Mężczyźni

#### Konkurs indywidualny mężczyzn (Oslo HS134 – 28.02.2018)
| Miejsce | Zawodnik                  | Klub               | Skok 1  | Skok 2  | Punkty |
| ------- | ------------------------- | ------------------ | ------- | ------- | ------ |
| 1.      | Robert Johansson          | Søre Ål IL         | 137,0 m | 135,0 m | 309,5  |
| 2.      | Johann André Forfang      | Tromsø SK          | 132,0 m | 127,5 m | 286,5  |
| 3.      | Marius Lindvik            | Rælingen SK        | 129,0 m | 129,5 m | 285,7  |
| 4.      | Joacim Ødegård Bjøreng    | Røykenhopp         | 123,5 m | 132,0 m | 278,3  |
| 5.      | Anders Fannemel           | Hornindal IL       | 130,5 m | 121,0 m | 271,1  |
| 6.      | Daniel-André Tande        | Kongsberg IF       | 123,5 m | 121,5 m | 256,9  |
| 7.      | Fredrik Bjerkeengen       | Kolbukameratene IL | 120,0 m | 122,0 m | 250,0  |
| 8.      | Halvor Egner Granerud     | Asker SK           | 124,0 m | 117,0 m | 249,7  |
| 9.      | Joachim Hauer             | Bækkelagets SK     | 110,0 m | 127,5 m | 229,2  |
| 10.     | Oscar Petersen Westerheim | Bækkelagets SK     | 116,5 m | 122,0 m | 228,5  |
| ...     |                           |                    |         |         |        |